# Luz Fandiño Rodríguez
Luz Fandiño Rodríguez   (Santiago de Compostel·la, 23 de novembre de 1931 - Santiago de Compostel·la, 28 d'abril de 2024) va ser una escriptora i activista gallega.

## Trajectòria
Va néixer al barri de Sar. El 1952 va emigrar a l'Argentina, i el 1964 va tornar a emigrar a França. L'any 1979 torna definitivament a Galícia.
Va col·laborar en diferents publicacions gallegues, al programa Diario Cultural de Radio Galega, amb Redes Escarlata, Mulheres Trasgredindo i Mar de Tinta. Va reivindicar la llengua i el poder transformador de la poesia.
L'any 2019 l'Associació Cultural Agromadas de Seixalbo li va lliurar l'XI Premi Freire Carril. La directora Sonia Méndez va estrenar el 2020 el documental A poeta analfabeta basat en la vida de Luz Fandiño.

## Obra publicada

### Poesia
- Farangulliña de neve, 1998.
- O pracer de envellecer, 2014.

### Obres col·lectives
- Xuro que nunca volverei pasar fame. Poesía escarlata, 2003, Difusora.
- 150 Cantares para Rosalía de Castro (2015, llibre electrònic).
- Verbo na arria. Homenaxe literaria a Xohan Xesus González, 2016, Fervenza.